# Carlo Kunz
Carlo Kunz (Trieste, 1815 – Venezia, 11 febbraio 1888) è stato un numismatico italiano.

## Biografia
Nato a Trieste da una famiglia di origini goriziane dimostrò da giovanissimo una particolare attrazione per le belle arti, assieme a una naturale predisposizione per il disegno.
Dopo una breve parentesi a Milano, ove si era recato per lo studio dell'architettura, fu costretto, a causa delle difficoltà economiche a rientrare a Trieste. In seguito si recò a Vienna dove mise a frutto le sue capacità di disegnatore impiegandosi come litografo. Nonostante i problemi economici continuò a coltivare gli studi delle arti, della storie, delle lingue e della letteratura. Si interessò anche di archeologia, anche se in alcuni settori delle conoscenza rimase un autodidatta.
Verso il 1844 Kunz fece ritorno a Trieste lavorando come litografo, e dove continuò a coltivare la propria formazione culturale. A Trieste eseguì ritratti, rilievi di architettura, mappe e vedute di città come Trieste, Venezia, Gorizia, Fiume.
A Trieste iniziò anche a interessarsi di numismatica; con l'aiuto dell'archeologo Carlo Gregorutti, diede inizio alla formazione di una sua collezione di monete romane. Col tempo l'interesse crebbe e iniziò a riprodurre litograficamente il disegno delle monete per altri, imparando così a conoscerle meglio. Nel 1860 si trasferì a Venezia, dove si dedicò assiduamente a studiare e disegnare monete. Secondo Kunz la numismatica era importante per sviluppare le conoscenze storiche, legando le monete alle situazioni in cui erano state prodotte.
A Venezia, non avendo le possibilità per creare una collezione propria, inizia a commerciare in monete, attività che svolse per oltre quindici anni, dedicandosi in particolare alle monete italiane medievali e moderne, acquisendo fame di essere tra i "più autorevoli e competenti conoscitori".
Raccolse per anni materiale per una storia generale delle zecche d'Italia, schedando tutte le monete che erano già state pubblicate nonché molte altre ancora non note, ognuna con i suoi riferimenti bibliografici. Queste schede, non sono state pubblicate da vivo, gli hanno comunque permesso di redigere molti saggi su questi argomenti. Inoltre redasse una bibliografia generale della numismatica, lavoro donato al Museo triestino di antichità.
Nel 1870 divenne conservatore della raccolta numismatica donate dal cav. Bottacin a Padova, mantenendo l'incarico fino al 1873, quando fu chiamato a Trieste. In quell'anno la città aveva deciso di riordinare le proprie raccolte e fondare un nuovo museo, il Museo Civico di Antichità, ora Civico Museo di Storia ed Arte di Trieste. La direzione della nuova struttura fu affidata a Kunz.
Kunz riuscì a assicurare al museo la collezione di Costantino Cumano, ricca di monete italiane, particolarmente venete, oltre a medaglie, bolle e sigilli. Tutta la collezione fu descritta e illustrata sull'Archeografo triestino, rivista ancora pubblicata che risale al 1829.
Mantenne la direzione del museo per una decina d'anni, ritirandosi in seguito a Venezia. Il consiglio municipale, a ringraziamento del lavoro svolto, lo nominava Direttore onorario.
A Venezia, purtroppo si ammalò morì dopo tre anni di sofferenze.
Per anni ha anche illustrato i lavori di vari autori tra cui Lazari, Lambros, Promis, Brambilla e Papadopoli.

## Opere
- Il Museo Civico di Antichità di Trieste: con Carlo Gregorutti
- Il Museo Bottacin annesso alla Civica biblioteca e museo di Padova
- Monete inedite e rare di zecche italiane
- Delle monete ossidionali di Brescia

### Come illustratore
- La zecca di Scio, di Domenico Promis, 1861
- Le monete di Venezia, di Nicolò Papadopoli Aldobrandini
- Da Nicolò Tron a Marino Grimani: 1472-1605, di Nicolò Papadopoli
- Monete inedite dei gran maestri dell'Ordine di s. Giovanni di Gerusalemme, di Paolos Lambros